# Коновалов Данило В'ячеславович
Дани́ло В'ячесла́вович Конова́лов (нар. 18 квітня 2003) — український стрибун у воду; майстер спорту України.

## З життєпису
Багаторазовий чемпіон та призер України, срібний призер чемпіонату Європи серед юніорів-2018.
У грудні 2021 року здобув першу золоту нагороду для України на юніорському чемпіонаті світу в Києві.
На Європейських іграх 2023 року посів перше місце в командних змаганнях (команда України — Ксенія Байло, Данило Коновалов, Ганна Письменська, Олексій Середа).

## Результати
| Рік  | Змагання                               | Місце проведення   | Трамплін 1 м | Трамплін 1 м | Трамплін 3 м | Трамплін 3 м | Синхронний трамплін 3 м | Синхронний трамплін 3 м | Команді змагання | Команді змагання |
| Рік  | Змагання                               | Місце проведення   | Результат    | Місце        | Результат    | Місце        | Результат               | Місце                   | Результат        | Місце            |
| ---- | -------------------------------------- | ------------------ | ------------ | ------------ | ------------ | ------------ | ----------------------- | ----------------------- | ---------------- | ---------------- |
| 2022 | Чемпіонат світу                        | Будапешт, Угорщина |              |              | 260.65       | 50           |                         |                         |                  |                  |
| 2022 | Чемпіонат Європи з водних видів спорту | Рим, Італія        | 332.80       | 10           | 368.30       | 6            |                         |                         | 399.05           | 2                |
| 2023 | Кубок світу FINA                       | Сіань, Китай       |              |              | 378.99       | 5            | 392.55                  | 8                       |                  |                  |
| 2023 | Кубок світу FINA                       | Монреаль, Канада   |              |              | 364.80       | 16           | 376.89                  | 10                      |                  |                  |
| 2023 | Європейські ігри                       | Краків, Польща     | 375.60       | 9            | 371.60       | 12           | 410.16                  | 1                       | 438.30           | 1                |
| 2023 | Чемпіонат світу                        | Фукуока, Японія    | 354.15       | 11           | 344.45       | 38           | 325.23                  | 21                      |                  |                  |
| 2023 | Фінал Кубку світу FINA                 | Берлін, Німеччина  |              |              |              |              | 350.16                  | 8                       |                  |                  |
| 2024 | Чемпіонат світу                        | Доха, Катар        | 349.55       | 8            | 325.90       | 38           | 363.12                  | 6                       |                  |                  |

## Державні нагороди
- Орден «За заслуги» III ст. (7 вересня 2023) — За досягнення високих спортивних результатів на III Європейських іграх у м.Кракові (Республіка Польща), виявлені самовідданість та волю до перемоги, піднесення міжнародного авторитету України.[5]